# Yokohama FC
Yokohama FC är ett fotbollslag från Yokohama i Kanagawa i Japan. Laget spelar för närvarande (2020) i den högsta proffsligan J1 League.
Laget skapades 1998 då de tidigare lagen Yokohama Flügels och Yokohama Marinos gick ihop för att bilda Yokohama F. Marinos. Supportrarna för Yokohama Flügels tyckte inte om att de nu behövde heja på sina tidigare rivaler, så de startade ett nytt lag istället, Yokohama FC, vilket blev det första japanska laget att vara ägt och drivet av dess supportrar.
Laget blev tvunget att spela sina två första år i amatörligan JFL, men efter att ha vunnit båda säsongerna fick de 2001 flytta upp till proffsligan J-League. Efter 6 säsonger i J2 lyckades de vinna ligan 2006 och bli uppflyttad till den högsta divisionen J1 för första gången.
Yokohama FC är känd för att vara en fattig klubb. Spelarna i laget gör mycket själva, som t.ex. att bära målburar och tvätta sina tröjor.

Inför säsongen 2007 skapade Yokohama FC rubriker med att presentera två spelarövergångar från lokalkonkurrenten Yokohama F. Marinos. Daisuke Oku och den före detta landslagsspelaren Tatsuhiko Kubo gick efter bråk med sin klubb över till Yokohama FC istället.

## Placering tidigare säsonger
| Säsong | Nivå | Liga      | Placering | Referens |
| ------ | ---- | --------- | --------- | -------- |
| 2001   | 2    | J2 League | 9         | [ 3 ]    |
| 2002   | 2    | J2 League | 12        | [ 4 ]    |
| 2003   | 2    | J2 League | 11        | [ 5 ]    |
| 2004   | 2    | J2 League | 8         | [ 6 ]    |
| 2005   | 2    | J2 League | 11        | [ 7 ]    |
| 2006   | 2    | J2 League | 1         | [ 8 ]    |
| 2007   | 1    | J1 League | 18        | [ 9 ]    |
| 2008   | 2.   | J2 League | 10        | [ 10 ]   |
| 2009   | 2    | J2 League | 16        | [ 11 ]   |
| 2010   | 2    | J2 League | 6         | [ 12 ]   |
| 2011   | 2    | J2 League | 18        | [ 13 ]   |
| 2012   | 2    | J2 League | 4         | [ 14 ]   |
| 2013   | 2    | J2 League | 11        | [ 15 ]   |
| 2014   | 2    | J2 League | 11        | [ 16 ]   |
| 2015   | 2    | J2 League | 15        | [ 17 ]   |
| 2016   | 2    | J2 League | 8         | [ 18 ]   |
| 2017   | 2    | J2 League | 10        | [ 19 ]   |
| 2018   | 2    | J2 League | 3         | [ 20 ]   |
| 2019   | 2    | J2 League | 2         | [ 21 ]   |
| 2020   | 1    | J1 League | 15        | [ 22 ]   |
| 2021   | 1    | J1 League | 20        | [ 23 ]   |
| 2022   | 2    | J2 League | 2         | [ 24 ]   |
| 2023   | 1    | J1 League | 18        | [ 25 ]   |
| 2024   | 2    | J2 League | 2         | [ 26 ]   |

## Spelartrupp
Aktuell 23 januar 2022
| Nr | Land      | Pos | Namn                        |
| -- | --------- | --- | --------------------------- |
| 2  | Brasilien | MF  | Rhayner (lån från Tombense) |
| 3  | Japan     | F   | Takumi Nakamura             |
| 4  | Japan     | F   | Hideto Takahashi            |
| 5  | Brasilien | F   | Gabriel                     |
| 6  | Japan     | MF  | Takuya Wada                 |
| 7  | Japan     | MF  | Takuya Matsuura             |
| 8  | Japan     | MF  | Kosuke Saito                |
| 9  | Brasilien | A   | Kléber                      |
| 10 | Japan     | MF  | Reo Yasunaga                |
| 13 | Brasilien | A   | Saulo Mineiro               |
| 14 | Japan     | MF  | Ryo Tabei                   |
| 15 | Japan     | A   | Sho Ito                     |
| 16 | Japan     | MF  | Tatsuya Hasegawa            |
| 17 | Japan     | F   | Eijiro Takeda               |
| 18 | Japan     | A   | Koki Ogawa                  |
| 19 | Japan     | F   | Masashi Kamekawa            |

| Nr | Land      | Pos | Namn                                        |
| -- | --------- | --- | ------------------------------------------- |
| 20 | Japan     | F   | Zain Issaka (lån från Kawasaki Frontale)    |
| 21 | Japan     | MV  | Akinori Ichikawa                            |
| 22 | Japan     | F   | Katsuya Iwatake                             |
| 23 | Japan     | F   | Hayato Sugita                               |
| 24 | Japan     | F   | Yuya Takagi                                 |
| 25 | Japan     | MF  | Shunsuke Nakamura                           |
| 27 | Japan     | F   | Daiki Nakashio                              |
| 30 | Japan     | MF  | Kohei Tezuka                                |
| 33 | Japan     | MF  | Tomoki Kondo                                |
| 34 | Japan     | F   | Taiga Nishiyama                             |
| 38 | Japan     | A   | Yushi Yamaya (lån från Yokohama F. Marinos) |
| 39 | Japan     | A   | Kazuma Watanabe                             |
| 44 | Japan     | MV  | Yuji Rokutan                                |
| 47 | Brasilien | A   | Felipe Vizeu (lån från Udinese Calcio)      |
| 48 | Japan     | A   | Ryoya Yamashita                             |
| 49 | Tyskland  | MV  | Svend Brodersen                             |

## Tidigare spelare
- Kazuyoshi Miura
- Masashi Oguro
- Shoji Jo
- Masahiro Endo
- Motohiro Yamaguchi
- Norio Omura
- Shigeyoshi Mochizuki
- Yuichiro Nagai
- Daisuke Oku
- Takuya Yamada
- Atsuhiro Miura
- Tatsuhiko Kubo
- Kosuke Ota
- Rudi Vata
- França
- Marcos Paulo Alves
- Satoshi Otomo
- An Yong-Hak
- Silvio Spann